# Talitha (Stern)
Talitha, auch Iota Ursae Majoris, ι Ursae Majoris oder ι UMa (Bayer-Bezeichnung), ist ein etwa 47 Lichtjahre von der Sonne entferntes Mehrfachsternsystem im Sternbild Großer Bär. Der Hauptstern des Systems Iota Ursae Majoris, ι UMa Aa, gehört der Spektralklasse A7 an und hat eine scheinbare Helligkeit von 3,1 mag.
Der Eigenname Talitha für den Hauptstern (ι UMa Aa) nimmt Bezug auf den historischen Eigennamen Talitha Borealis; das arabische Talitha bedeutet „Dritter (Sprung der Gazelle)“, das lateinische borealis „nördlich“. Talitha Australis (von lateinisch australis „südlich“) ist die  korrespondierende Bezeichnung für das benachbarte Sternsystem Kappa Ursae Majoris, dessen Hauptstern κ UMa A den Eigennamen Alkaphrah hat.

## Sonstiges
Der gelegentlich anzutreffende Name Dnoces für diesen Stern ist modernen Ursprungs und geht auf einen Scherz des Apollo-Astronauten Virgil „Gus“ Grissom zurück, der die Namen der Apollo-1-Mannschaft als „Navi“ (für Virgil Ivan Grissom), „Dnoces“ (für Edward H. White the second) und „Regor“ (für Roger Chaffee) auf eine Liste von Navigationssternen schmuggelte.

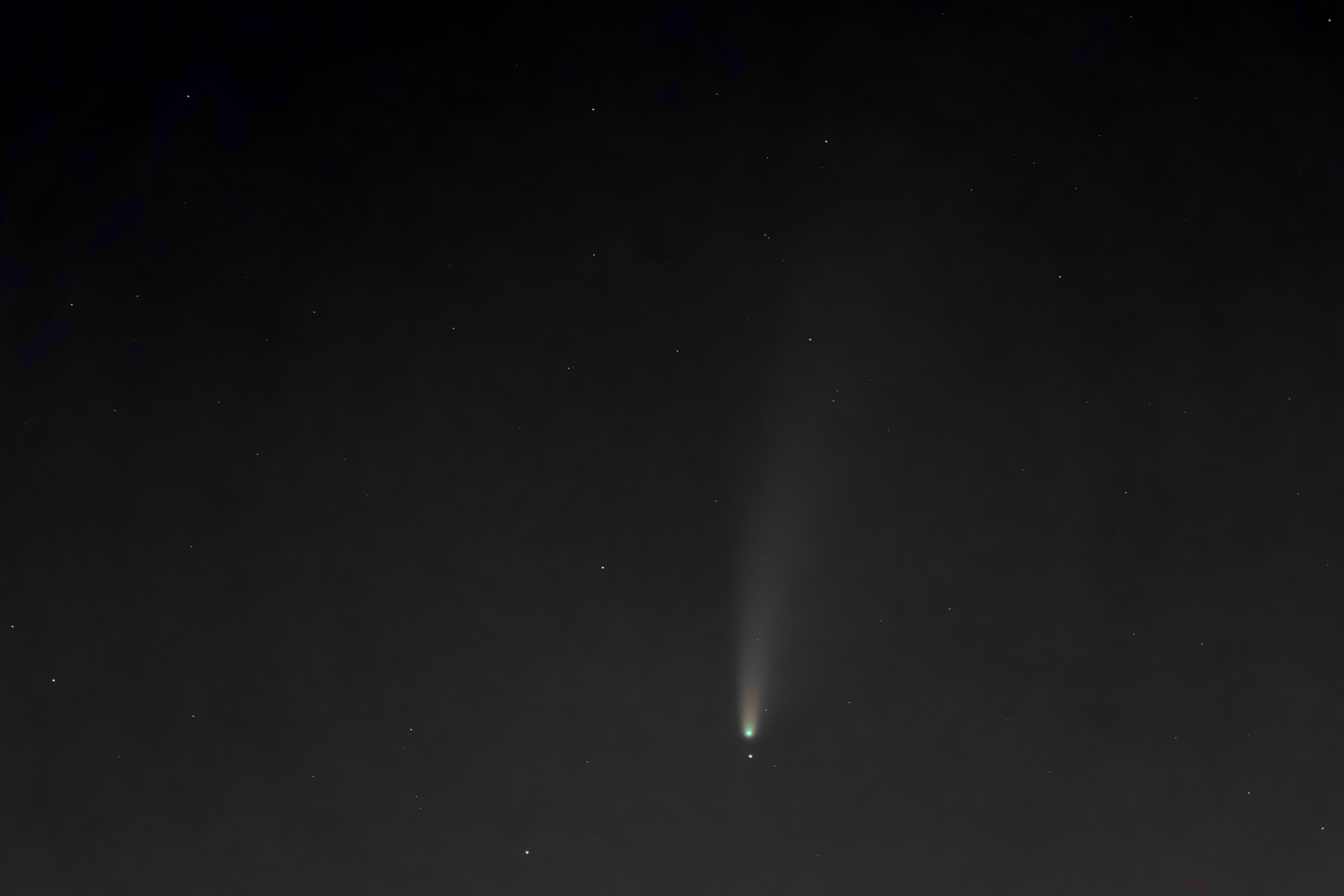
Konjunktion von Talitha mit dem Kometen C/2020 F3, am unteren Bildrand der Stern Alkaphrah, Kappa Ursae Majoris oder Talitha Australis

In der Nacht vom 18. auf den 19. Juli 2020 (21:30 Uhr UTC) kam es zur Konjunktion mit dem Kometen C/2020 F3 (NEOWISE), wobei der Abstand zwischen Talitha (Borealis) und dem Kometen nur sieben Bogenminuten betrug.